# Пасош Брунеја
Пасош Султаната Брунеј је јавна путна исправа која се држављанину Брунеја издаје за путовање и боравак у иностранству, као и за повратак у земљу. За време боравка у иностранству, путна исправа служи њеном имаоцу за доказивање идентитета и као доказ о држављанству Брунеја. Пасош Брунеја се издаје за неограничен број путовања.
Пасош је на малајском и енглском.